# Pseudocarorita thaleri
Pseudocarorita thaleri är en spindelart som först beskrevs av Michael Ilmari Saaristo 1971.  Pseudocarorita thaleri ingår i släktet Pseudocarorita och familjen täckvävarspindlar. Inga underarter finns listade i Catalogue of Life.